# Hybaloides foveolatus
Hybaloides foveolatus är en skalbaggsart som beskrevs av Max Quedenfeldt 1884. Hybaloides foveolatus ingår i släktet Hybaloides och familjen Orphnidae. Inga underarter finns listade i Catalogue of Life.